# Shaku Nihongi
Shaku Nihongi (釈日本紀) és un text anotat del Nihon Shoki. Fou recopilat per Urabe Kanekata entre 1274 i 1301, i enclou 28 volums.

## Continguts
Es divideix en set seccions:
- volum 1: comentari introductori sobre el material del text.
- volum 2: llista de kanji i la seua lectura.
- volum 3: col·lecció de temes comentats.
- volum 4: genealogia imperial.
- volums 5-15: definicions d'una selecció d'expressions.
- volums 16-22: col·lecció de mots antics i lectures.
- volums 23-28: poesia yamato-uta.

## Importància
A banda de ser un dels primers i més importants estudis del Nihon Shoki, inclou moltes cites d'altres textos històrics, alguns dels quals ja han desaparegut. Entre aquests hi ha Jôgûki, Nihongi Shiki, Kogo Shûi, Tensho, Sendai Kuji Hongi, i més de trenta fudoki.
A més a més, és una font valuosa per complementar la història perduda de Kojiki i Nihon Shoki. La genealogia imperial és important perquè la que apareixia en el Nihon Shoki s'ha perdut. Per exemple, aclareix la genealogia de l'emperador Keitai que és absent en el Nihon Shoki.
La col·lecció de definicions i lectures de paraules antigues també té molta importància lingüística.